# Нещерда
Не́щерда (бел. Нешчарда) — река в Россонском районе Витебской области, правый приток реки Дрисса. Длина — 21 км. Площадь водосбора — 346 км². Средний наклон водной поверхности — 1 м/км.
Вытекает из озера Нещердо за 1 км северо-восточнее деревни Поречье, сть в 1 км к северу от деревни Прихабы. Течет по лесистой заболоченной местности. Основной приток — река Расонка (справа). На водосборе озёра занимают до 9 % площади — Нещердо, Валуйское, Бродно, Устье, Верховно, Галина, Глухое, Долгое, Круглое, Расамачынское, Свярынавское и др.